# Octolepis
Octolepis je rod biljaka iz porodice  Vrebinovki smješten u vlastiti tribus Octolepideae, dio potporodice Gonystyloideae. U rod je uključeno ukupno 7 vrsta, od čega 5 na madagaskaru i ostale u tropskoj Africi.
Tipična vrsta je  Octolepis casearia, grm ili stablo iz zapadne tropske Afrike, koje naraste do 3 metra (10 stopa) visine.

## Vrste
1. Octolepis aymoniniana Z.S.Rogers
2. Octolepis casearia Oliv.
3. Octolepis decalepis Gilg
4. Octolepis dioica Capuron
5. Octolepis ibityensis Z.S.Rogers
6. Octolepis oblanceolata (Capuron) Z.S.Rogers
7. Octolepis ratovosonii Z.S.Rogers

## Sinonimi
- Makokoa Baill.